# Nieheim
Nieheim – miasto uzdrowiskowe w Niemczech, w kraju związkowym Nadrenia Północna-Westfalia, w rejencji Detmold, w powiecie Höxter. Według danych na rok 2010 liczy 6 557 mieszkańców.